# مامی تو شوز
مامی تو شوز (به انگلیسی: Mammy Two Shoes) ( به فارسی : کفش های مامی ) یک شخصیت داستانی در کارتون‌های تام و جری از مترو گلدوین مایر است. او یک مستخدم چاق و میانسال آمریکایی آفریقایی‌تبار است که از خانه ای که تام و جری در آن زندگی می‌کنند مراقبت می‌کند.
بعنوان یک شخصیت که تا حدی دیده می‌شود، سر او به ندرت دیده می‌شد، مگر در چند کارتون از جمله Part Time Pal، یک موش در خانه، تمیز کردن موش و گربه شنبه شب.
مامی در ۱۹ کارتون از Puss Gets the Boot (۱۹۴۰) گرفته تا Push-Button Kitty (۱۹۵۲) ظاهر شد. ظاهر مامی اغلب در نمایش‌های بعدی تلویزیونی ویرایش، دوبله یا دوباره متحرک می‌شود، از آنجایی که شخصیت او نمونه‌ای از طرح اصلی محسوب می‌شود، معمولاً نژادپرستانه تلقی می‌شود. آفرینش او به همه گیر بودن کلیشه «مامی» در فرهنگ عامه آمریکا اشاره دارد، و شخصیت پس از سال ۱۹۵۳ به دلیل اعتراض انجمن ملی پیشرفت رنگین‌پوستان از سریال حذف شد.

## کارتون‌های تئاتری تام و جری

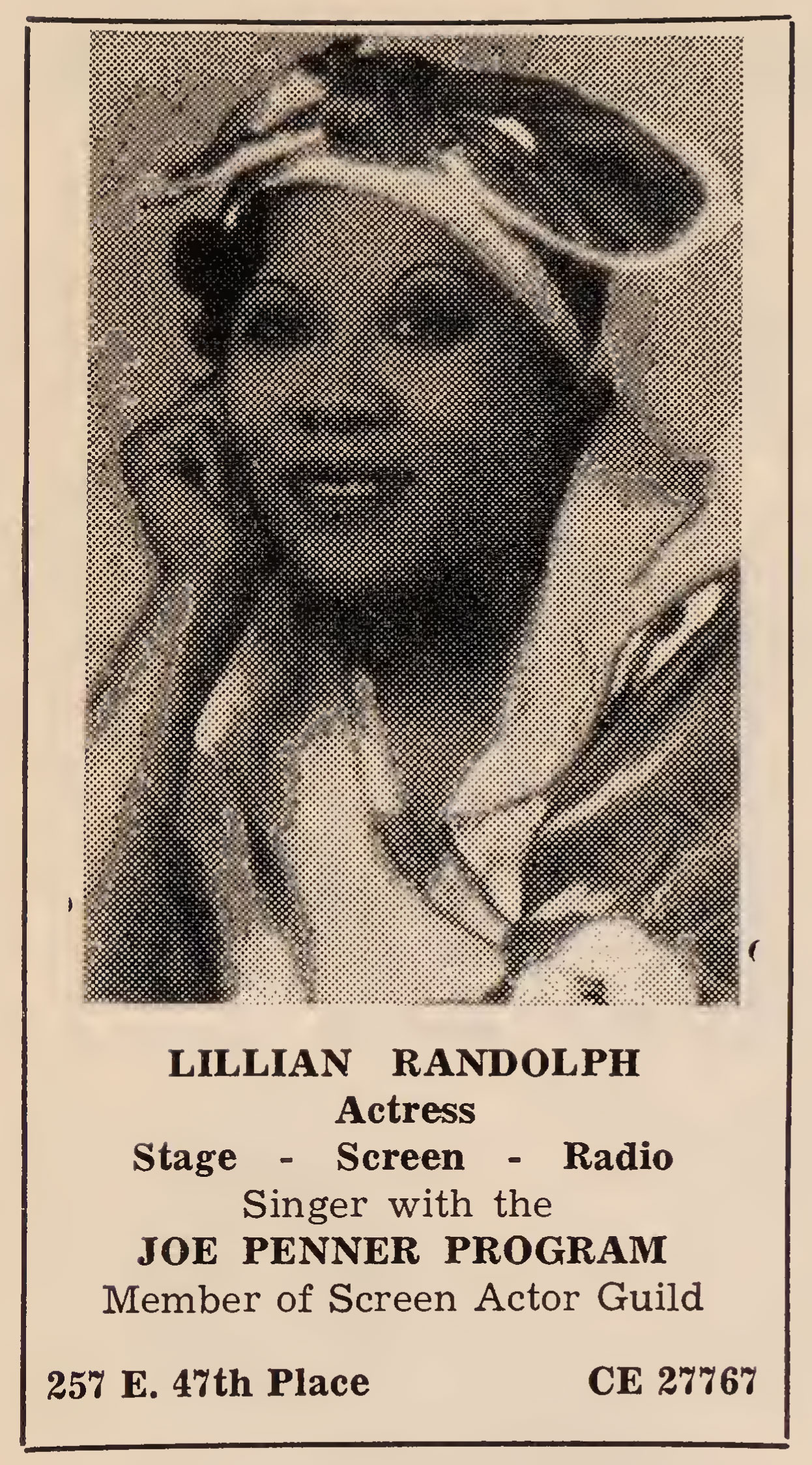
لیلیان راندولف بازیگر زن در فهرست تبلیغاتی از سال ۱۹۳۹، سالی که صداگذاری شخصیت را شروع کرد.

اولین حضور مامی در Puss Gets The Boot (۱۹۴۰) بود، در حالی که آخرین حضور او در Push-Button Kitty (۱۹۵۲) بود. صداپیشگی وی در ابتدا توسط بازیگر معروف شخصیت‌های آفریقایی-آمریکایی، لیلیان رندولف انجام شد. او پس از بوسکو، دومین شخصیت برجسته سیاه‌پوست استودیوی کارتونی Metro-Goldwyn-Mayer بود. او بین سال‌های ۱۹۴۰ و ۱۹۵۲ در ۱۹ انیمیشن کوتاه تام و جری ظاهر شد.
یکی از نقش‌های مامی در این فیلم‌ها ساختن طرح با هشدار به تام گربه که اگر نتواند مطابق خواسته‌هایش عمل کند، او را از خانه بیرون می‌اندازد. او همیشه تام را که بر خلاف دستورهای او عمل می‌کند، جلب می‌کند و عواقب سنگینی در پی دارد. طبیعتاً این جری موش که تام را خراب می‌کند تا او را به دردسر بیندازد.
ویلیام هانا و جوزف باربرا در ابتدا مامی را به عنوان خدمتکار خانه به تصویر کشیدند، در حالی که صاحبان واقعی برای تماشاگران ناشناخته بودند - حداقل پیشبند او نشان می‌دهد که او یک خدمتکار است. بعداً، به نظر می‌رسید که هانا و باربرا، از طریق گفتگو و رفتارهای گاه به گاه، پیشنهاد کردند که این خانه خانه خود مامی است. در یک مورد، او به اتاق خواب خود می‌رود. این نشان می‌دهد که او صاحب خانه است و تنها ساکن انسانی آن است، اگرچه تداوم برش ارائه شده با هر کوتاه در کتابخانه کنگره همیشه از شخصیت به عنوان «خدمتکار» یاد می‌کرد.
در پی چندین سال اعتراض و محکومیت انجمن ملی پیشرفت رنگین‌پوستان توسط هانا و باربرا، مامی تو شوز از کارتون‌های تام و جری بازنشسته شد. هنگامی که راندولف برای حضور در تلویزیون از تام و جری جدا شد، هانا و باربرا از بازخوانی نقش صدا امتناع ورزیدند و شخصیت مامی دیگر از حضور در کارتون‌ها دست کشید.

## فیلم‌های کوتاه ویژه
| شما. | عنوان                   | انتشار          |
| ---- | ----------------------- | --------------- |
| ۱    | پیشی اخراج می شود       | ۱۰ فوریه ۱۹۴۰   |
| ۲    | میان‌وعده نیمه شب        | ۱۹ ژوئیه ۱۹۴۱   |
| ۴    | گربه ترسناک             | ۱۷ ژانویه ۱۹۴۲  |
| ۵    | مشکل سگ                 | ۱۸ آوریل ۱۹۴۲   |
| ۶    | گربه N 'Toots           | ۳۰ مه ۱۹۴۲      |
| ۱۰   | موش تنها                | ۲۲ مه ۱۹۴۳      |
| ۱۸   | موش برای شام می‌آید      | ۵ مه ۱۹۴۵       |
| ۲۸   | پال تایم پال            | ۱۵ مارس ۱۹۴۷    |
| ۳۲   | موش در خانه             | ۳۰ اوت ۱۹۴۷     |
| ۳۶   | صندلی قدیمی Rockin 'تام | ۱۸ سپتامبر ۱۹۴۸ |
| ۳۸   | تمیز کاری موش           | ۱۱ دسامبر ۱۹۴۸  |
| ۳۹   | گربۀ نقطه پولکی         | ۲۶ فوریه ۱۹۴۹   |
| ۴۰   | یتیم کوچک               | ۳۰ آوریل ۱۹۴۹   |
| ۴۸   | شب شنبه گربه ها         | ۱۴ ژانویه ۱۹۵۰  |
| ۵۳   | گربه چارچوب دار         | ۲۱ اکتبر ۱۹۵۰   |
| ۵۸   | Sleepy Time Tom         | ۲۶ مه ۱۹۵۱      |
| ۶۱   | زن سبک و جلف کیتی       | ۶ اکتبر ۱۹۵۱    |
| ۶۷   | مشکل سه‌گانه             | ۱۹ آوریل ۱۹۵۲   |
| ۷۰   | زن سبک و جلف دکمه ای    | ۶ سپتامبر ۱۹۵۲  |

### عمومی
- Cohen, Karl F. (2004), "Racism and Resistance:Stereotypes in Animation", Forbidden Animation: Censored Cartoons and Blacklisted Animators in America, McFarland & Company, ISBN 978-0-7864-2032-2
- Walker-Barnes, Chanequa (2014), "Jezebels, Mammies, and Matriarchs", Too Heavy a Yoke: Black Women and the Burden of Strength, Wipf and Stock, ISBN 978-1-62032-066-2
- Lehman, Christopher P. (2007). The Colored cartoon: Black representation in American animated short films, 1907-1954. Amherst: University of Massachusetts Press. ISBN 978-1-61376-119-9. OCLC 794701592.

### یادکرد
1. ↑  Perkins, Anne (2014-10-02). "The Tom and Jerry racism warning is a reminder about diversity in modern storytelling". the Guardian (به انگلیسی). Retrieved 2020-08-29.
2. ↑  Walker-Barnes (2014), p. 86
3. 1 2 3  Lehman (2007), p. 97-99
4. 1 2  Cohen (2004), p. 57
5. ↑  Cohen (2004), p. 56-57
6. ↑  Lehman (2007), p. 96